# Лусака Дайнамоз
Лусака Дайнамоз — замбийский футбольный клуб, базирующийся в Лусаке. Выступает в высшем дивизионе футбола в Замбии. Прославился своей способностью воспитывать будущих футболистов в полноценных игроков. Все домашние игры играют на стадионе Queensmead в Лусаке.
Принадлежит бизнесмену Ханифу Адамсу.

## История
Клуб был образован в 1979 году Ханифом Адамсом, который на тот момент был популярным ди-джеем в ночных клубах Лусаки. Клуб стал знаменит благодаря возможности воспитывать будущих футболистов в полноценных игроков. «Лусака Дайнамоз» продал игроков в Германию, Израиль, Южную Африку, также ряд бывших игроков сборной Замбии когда-то играли в этом клубе. В прошлом клуб предоставил возможность футболистам, прибывшим в Замбию в качестве беженцев, в основном из Руанды и Либерии, продолжить свою карьеру в клубе.
Несколько лет назад решил изменить свою стратегию, чтобы соревноваться за титулы, после чего начал подписывать известных игроков из Африки.

## Достижения

### Местные
- Кубок Вызова — 1 (2008)